# Włoszczowa (công xã)
Gmina Włoszczowa là một vùng thành thị-nông thôn (quận hành chính) ở hạt Włoszczowa, Świętokrzyskie Voivodeship, ở miền trung nam Ba Lan. Trung tâm của nó là Włoszczowa, nằm khoảng 46 kilômét (29 mi)   phía tây thủ đô khu vực Kielce.
Gmina có diện tích là 253,7 kilômét vuông (98,0 dặm vuông Anh), và tính đến năm 2006, tổng dân số của nó là 20.426 (trong đó dân số của Włoszczowa lên tới 10.782, và dân số của vùng nông thôn của Gmina là 9.644).

## Làng
Ngoài Trung tâm Wloszczowa, Gmina Wloszczowa chứa các làng và các khu định cư của Bebelno-Kolonia, Bebelno-Wies, Boczkowice, Czarnca, Dabie, Danków Duży, Danków Maly, Gościencin, Jamskie, Jeżowice, Katy, Konieczno, Kurzelów, Kuzki, Łachów, Ludwinów, Międzylesie, Motyczno, Nieznanowice, Ogarka, Podłazie, Przygradów, Rogienice, Rząbiec, Silpia Duża, Silpia Mała, Wola Wiśniowa và Wymys.

## Gmina lân cận
Gmina Włoszczowa giáp với các Gmina của Kluczewsko, Koniecpol, Krasnocin, Małogoszcz, Oksa, Radków, Secemin và Żytno.